# Indocalamus cordatus
Indocalamus cordatus là một loài thực vật có hoa trong họ Hòa thảo. Loài này được T.H.Wen & Y.Zou mô tả khoa học đầu tiên năm 1991.